# یواس‌اس د لسپس (۱۹۱۸)
یواس‌اس د لسپس (۱۹۱۸) (به انگلیسی: USS De Lesseps (1918)) یک کشتی بود. این کشتی  در سال ۱۹۱۸ ساخته شد.